# Henrique I de Guise
Henrique I, Príncipe de Joinville, Duque de Guise, Conde D'Eu (Joinville, 31 de janeiro de 1550 – assassinado no Castelo de Blois, 23 de dezembro de 1588), da Casa de Lorraine, era filho mais velho de Francisco, Duque de Guise e Ana d'Este. Também era conhecido como "O Balafré" ("com Cicatriz no Rosto", em português). 
É um dos beneficiários políticos do Massacre de São Bartolomeu, em 1572, chefe da "Liga Católica" (1576) durante as Guerras Religiosas na França. Muito popular, torna-se prefeito de Paris após o "Dia das Barricadas" (12 de maio de 1588). Foi assassinado por ordem do Rei Henrique III quando dos Estados Gerais de 1588-1589, reunidos em Blois.

## Biografia
Henrique de Guise era o filho mais velho de Francisco, Duque de Guise, segundo Duque de Guise (assassinado em 1563 por um cavalheiro huguenote) e de Ana d'Este. É colocado sobre a tutela de seu tio, Carlos, Cardeal de Lorena que se encarrega de sua educação. Cuidadoso quanto a seu aprendizado militar, o cardeal o incentiva a viajar pela Europa para adquirir experiência. Em 1565, bate-se na Hungria, contra os Turcos. Quando retorna à França, o Duque de Guise, já adulto, apressa-se a tornar-se chefe da Casa de Guise, representando a oposição católica contra o partido protestante. Desta forma, participa ativamente da segunda e da terceira Guerras religiosas na França, ao lado do Duque de Anjou (futuro Rei Henrique III). Torna-se ilustre nas batalhas de Jarnac (13 de Março de 1569) e de Moncontour (3 de Outubro de 1569) e adquire renome, sem no entanto superar a fama do próprio Duque de Anjou.

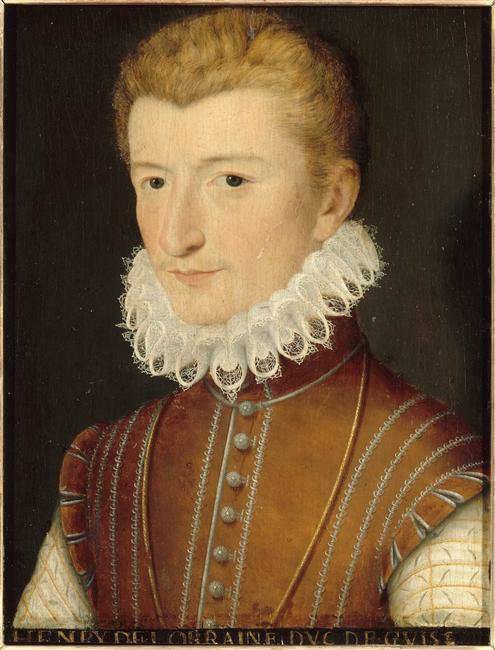
Retrato do jovem Duque de Guise (cerca de 1570)

Já ambicioso aos vinte anos, o Duque de Guise esperava casar-se com a princesa Margarida de Valois, irmã do rei, e estreitar os laços entre sua casa e a dinastia reinante. Não sendo esta aliança do gosto da Rainha Mãe Catarina de Médici, o casamento nunca se realizará. Henrique de Guise então casa-se em 4 de Outubro de 1570 com Catarina de Cleves, Condessa d'Eu e Princesa de Château-Renault, filha de Francisco I, Duque de Nevers.
Existem suspeitas de que Henrique de Guise seja o mandante do homicídio do almirante Gaspar II de Coligny, chefe do partido huguenote em 1572. O Duque de Guise teria querido vingar a morte de seu pai, Francisco, assassinado nove anos antes pelo huguenote Poltrot de Méré. Apesar de ter sempre negado ter armado o braço do assassino, Coligny havia festejado publicamente a morte do chefe militar católico que cercara Orleães quando da Primeira Guerra da Religião.
Se o jovem duque exerceu algum papel nesta "vendetta" familiar, é possível que tenha agido de comum acordo, talvez até à sombra de seus tios, o Duque de Aumale e o Cardeal de Lorena, verdadeiros responsáveis pela Casa de Guise na época. Durante a Noite de São Bartolomeu (24 de Agosto de 1572), Henrique fica à testa dos grupos que devem executar os principais chefes protestantes. Teria então tido o prazer de ver morrer defenestrado o almirante Coligny, homem que considerava provavelmente responsável pela morte do pai. Segundo alguns testemunhos, o Duque de Guise teria dado um pontapé no cadáver do almirante.
Acompanhado pelo tio, Duque de Aumale, Henrique persegue em seguida os chefes huguenotes que, alojados na margem esquerda do Rio Sena, conseguiram escapar de Paris por uma porta desguardada. Desta forma, Henrique não estava na cidade no apogeu do massacre. Ele só entra novamente na cidade no dia seguinte pela manhã, sem conseguir pôr as mãos no conde regicida Gabriel I de Montgomery, temido chefe huguenote.
Na sequência, o Duque de Guise continua a ser pilar do catolicismo intransigente. A partir de um ferimento no rosto, adquirido durante a Batalha de Dormans (10 de Outubro de 1575), passa a ser nomeado como "O Balafré" ("com Cicatriz no Rosto"), como seu pai. De comum acordo com sua esposa, ordena a construção do Castelo d'Eu, ao norte da Normandia, por volta de 1575. Após a paz de Beaulieu, patrocina a Santa Liga — tornando-se seu chefe — e continua a opor-se aos protestantes. Com este título, assina o Tratado de Joinville com o Rei Filipe II da Espanha, em 1582, conseguindo com ele o apoio financeiro do rei de Espanha para a Liga.
É um dos promotores do Tratado de Nemours (7 de Julho de 1585) pelo qual Henrique III revoga o édito de pacificação e reinicia a guerra contra os protestantes.
Quando da Oitava Guerra da Religião, à frente das tropas católicas, Henrique vence sucessivamente os protestantes na Batalha de Vimory (26 de Outubro de 1587) e na Batalha d'Auneau (24 de Novembro de 1587).

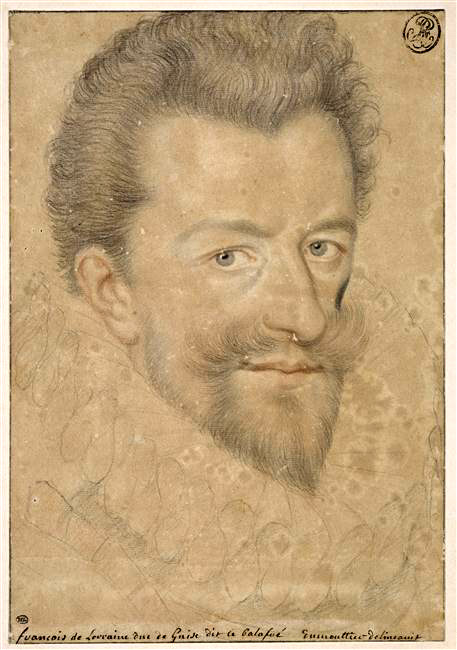
Retrato de Henrique de Lorena
Museu do Louvre

De volta a Paris, em 9 de Maio de 1588, apesar da proibição formal do rei, tem papel muito ativo no "Dia das Barricadas". Por outro lado, suspeita-se que esteja a soldo do Rei Felipe II da Espanha, principal inimigo do protestantismo na Europa, que prepara uma ofensiva decisiva contra os protestantes, enviando a Invencível Armada contra a Inglaterra, em 29 de maio de 1588. Todas estas ameaças enfraquecem Henrique III e o constrangem a assinar o Édito da União (15 de Julho de 1588), no qual Henrique de Guise é nomeado Chefe Geral dos Exércitos do Reino.
Em 2 de Outubro de 1588 têm início os Estados Gerais no Castelo de Blois. A notícia da derrota da «Invencível Armada» em Agosto conforta o rei. No entanto, a "Liga" é majoritária e o duque começa uma nova guerra de forças contra o rei. Em 17 de Dezembro, Luís, Cardeal de Guise, representante do clero nos Estados Gerais, teria levantando um brinde ao irmão, Henrique de Guise, dizendo: 
Citação: «Bebo à saúde do Rei de França»
Em 23 de Dezembro, Henrique de Guise é executado por ordem do Rei Henrique III, no próprio quarto deste último, por membros dos «Quarante-cinq» («Quarenta e cinco», em português), a guarda pessoal do rei. É achado com o duque este bilhete, levando sua assinatura:
Para alimentar a guerra na França, são precisas 700 mil libras por mês.
Seu corpo é queimado numa das salas do castelo e suas cinzas jogadas no Loire. No mesmo dia são detidos seu filho, Carlos, e seu irmão, Luís, cardeal de Guise. O cardeal é executado em sua prisão no dia seguinte. 
Ainda que apócrifo, uma célebre frase histórica é continuamente atribuída a Henrique III. Ao ver estendido a seus pés o corpo de seu inimigo, o rei teria exclamado:
Citação: «Ele é bem maior morto que vivo!».

## Casamento e filhos
Com Catarina de Clèves, teve os filhos:
- Carlos I, (1571 † 1640), duque de Guise
- Henrique (1572 † 1574)
- Catarina (1573 † 1573)
- Luís (1575 † 1621), Cardeal de Guise, Arcebispo de Reims
- Carlos (1576 † 1576)
- Maria (1577 † 1582)
- Cláudio de Guise (1578 † 1657), Duque de Chevreuse
- Catarina (1579 † jeune)
- Cristina (1580 † 1580)
- Francisco (1581 † 1582)
- Renée (1585 † 1626), Abadessa de Saint Pierre em Reims
- Joana (1586 † 1638), Abadessa de Jouarre
- Luisa Margarida de Lorena (1588 † 1631), casou em 1605 com Francisco de Bourbon, Príncipe de Conti (1558 † 1614)
- Francisco Alexandre (1589 † 1614) Cavaleiro de Guise.